# Victoria Velasco Fuentes
Victoria Velasco Fuentes (Monterrey, Nuevo León, 5 de agosto de 2002) también conocida como la Rubia Velasco, es una ciclista mexicana e integrante del equipo Fe26 Atlético en Monterrey.
Además, es la primera mexicana en competir en la prueba Ómnium (prueba que consiste en cuatro modalidades de ciclismo de pista: stratch, tempo, eliminación y puntos) en los Juegos Olímpicos de París 2024.

## Trayectoria deportiva
En 2024, como parte de su preparación a los Juegos Olímpicos, fue la única representante de América en el participar en el Gran Premio Internacional de Ciclismo de Pista en Italia.
Durante su participación en los nacionales en el Velódromo Panamericano de Guadalajara, la atleta olímpica ganó las cinco pruebas de los nacionales CONADE 2024 y posteriormente viajó hacia Europa para prepararse para los JJ00 24.

## Palmarés
| Año  | Lugar               | Medalla           | Prueba         | Evento                                              |
| ---- | ------------------- | ----------------- | -------------- | --------------------------------------------------- |
| 2024 | Fiorenzuola         | Medalla de oro    | Ómnium femenil | Gran Premio Internacional de Ciclismo de Pista      |
| 2024 | Fiorenzuola         | Medalla de plata  | Scratch        | Gran Premio Internacional de Ciclismo de Pista      |
| 2024 | Canadá              | 9° lugar          | Ómnium         | Copa de Naciones de Ciclismo de Pista               |
| 2024 | Los Ángeles         | Medalla de plata  | Carrera        |                                                     |
| 2023 | San Juan, Argentina | Medalla de oro    | Ómnium         | Campeonato Panamericano de Ciclismo de Pista        |
| 2022 | Lima, Perú          | Medalla de bronce | Ómnium         | Campeonato Panamericano de Ciclismo en Pista (2022) |
| 2021 | Lima, Perú          | Medalla de oro    | Madison        | Campeonato Panamericano de Ciclismo en Pista        |

## Premios y reconocimientos
- En 2023, se convirtió en la primera mexicana en la historia en participar y ganar el Campeonato Panamericano de Ciclismo de Pista de San Juan, Argentina.[14]